# Seadrill
Seadrill (OSE: SDRL
, NYSE: SDRL) er en offshore boreentreprenørvirksomhed, som er indregistreret i Bermuda, drives fra London siden 2013 (før 2013 hovedkvarter i Stavanger i Norge). Seadrill har operationer i lande som Angola, Brunei, Republikken Congo, Indonesien, Malaysia, Nigeria, Norge, Thailand, Brasilien, USA og Storbritannien. Koncernen driver boreplatforme af typerne semi-submersible og jack-up samt boreskibe. De solgte de fleste af deres tender rigge og semi-tender operationer til SapuraKencana i 2012. Tender rigs T-15, T16 og West Vencedor blev solgt til Seadrill partnere. Virksomheden er børsnoteret på Oslo Børs og New York Stock Exchange. Vigtige kontorer findes i Singapore, Houston, Rio de Janeiro, Dubai og Stavanger. John Fredriksen har en betydelig ejerandel i virksomheden.

## Historie
Seadrill blev etableret i maj 2005 af den norsk fødte skibsreder John Fredriksen og børsnoteret på Oslo Børs i november samme år. Juli 2005 blev borevirksomheden Odfjell overtaget og i september 2006 besad Seadrill aktiemajoriteterne i Smedvig og Eastern Drilling.
I 2013 overtog Seadrill mere 50 % af aktierne i Sevan Drilling.

## Finans
Seadrill havde i alt en omsætning på 4,478 mia. amerikanske dollar i 2012. Årets nettoresultat var i 2012 på 1,205 mia. amerikanske dollar.

## Rigge
Pr. august 2012 driver Seadrill følgende rigge:
| Navn           | Type             | Lokalitet          | Klient               | Bygget | Værft                    |
| -------------- | ---------------- | ------------------ | -------------------- | ------ | ------------------------ |
| West Titania   | Jack-up          | Nigeria            | Afren                | 1981   | Götaverken               |
| West Epsilon   | Jack-up          | Norge              | Statoil              | 1993   | KFELS                    |
| West Alpha     | Semi-submersible | Norge              | Statoil              | 1986   | NKK                      |
| West Venture   | Semi-submersible | Norge              | Statoil              | 2000   | Hitachi                  |
| West Aquarius  | Semi-submersible | Canada             | ExxonMobil Canada    | 2009   | Daewoo                   |
| West Capricorn | Semi-submersible | Mexicanske golf    | BP                   | 2011   | Singapore                |
| West Eminence  | Semi-submersible | Brasilien          | Petrobras            | 2009   | Samsung                  |
| West Hercules  | Semi-submersible | Canada             | Statoil Canada       | 2008   | Daewoo                   |
| West Leo       | Semi-submersible | Vestafrika         | Tullow               | 2011   | Singapore                |
| West Mira      | Semi-submersible | Under construction | Husky Energy         | 2015   | Hyundai                  |
| West Orion     | Semi-submersible | Brasilien          | Petrobras            | 2010   | Singapore                |
| West Pegasus   | Semi-submersible | Mexicanske golf    | Pemex                | 2011   | Rusland & Storbritannien |
| West Phoenix   | Semi-submersible | Storbritannien     | Total                | 2008   | Samsung                  |
| West Rigel     | Semi-submersible | Under construction | N/A                  | 2015   | Singapore                |
| West Sirius    | Semi-submersible | Mexicanske golf    | BP                   | 2008   | Singapore                |
| West Taurus    | Semi-submersible | Brasilien          | Petrobras            | 2008   | Singapore                |
| West Navigator | Drillship        | Norge              | Shell                | 2000   | Samsung                  |
| West Auriga    | Drillship        | Mexicanske golf    | BP                   | 2013   | Samsung                  |
| West Capella   | Drillship        | Vestafrika         | ExxonMobil           | 2008   | Samsung                  |
| West Gemini    | Drillship        | Vestafrika         | Total                | 2010   | Samsung                  |
| West Jupiter   | Drillship        | Under construction | N/A                  | 2014   | Samsung                  |
| West Neptune   | Drillship        | Under construction | N/A                  | 2014   | Samsung                  |
| West Polaris   | Drillship        | Vestafrika         | ExxonMobil           | 2008   | Samsung                  |
| West Saturn    | Drillship        | Under construction | N/A                  | 2014   | Samsung                  |
| West Tellus    | Drillship        | Brasilien          | Petrobras            | 2013   | Samsung                  |
| West Vela      | Drillship        | Mexicanske golf    | BP                   | 2013   | Samsung                  |
| West Carina    | Drillship        | Brasilien          | Petrobras            | 2014   | Samsung                  |
| Crystal Ocean  | FPSO             | Australien         | Anzon Australien     | 1994   | Langstein Slip           |
| Crystal Sea    | FPSO             | Indien             | Discovery Enterprise | 1999   | Kvaerner Govan           |
| West Pelaut    | Semi Tender      | Brunei             | Shell                | 1994   | FELS                     |
| West Menang    | Semi Tender      | Malaysia           | Murphy Sabah Oil Co. | 1999   | Keppel Shipyard          |
| West Alliance  | Semi Tender      | Malaysia           | Shell                | 2001   | Keppel Shipyard          |
| West Setia     | Semi Tender      | Angola             | Chevron              | 2004   | Keppel Shipyard          |
| T3             | Tender Rig       | Thailand           | ETT                  | 1980   | Robin                    |
| T4             | Tender Rig       | Thailand           | Chevron              | 1981   | Robin                    |
| T8             | Tender Rig       | Republikken Congo  | Total                | 1982   | Marathon LeTourneau      |
| T6             | Tender Rig       | Malaysia           | Carigali             | 1982   | Robin                    |
| T7             | Tender Rig       | Thailand           | Chevron              | 1983   | Robin                    |
| Teknik Berkat  | Tender Rig       | Malaysia           | Carigali             | 1990   | Robin                    |
| T9             | Tender Rig       | Malaysia           | ExxonMobil           | 2004   | MSE                      |

Den 1. november 2009 gik der ild i Seadrills boreplatform West Atlas i Montara-feltet omkring 690 km ud for kysten af Darwin.